# Tertium Comparationis (Zeitschrift)
Das Tertium Comparationis – Journal für International und Interkulturell Vergleichende Erziehungswissenschaft ist eine erziehungswissenschaftliche Zeitschrift und erscheint zweimal jährlich. Die Publikationssprachen sind Deutsch und Englisch.

## Ziele
Das Journal für International und Interkulturell Vergleichende Erziehungswissenschaft soll den weltweiten Prozess der Internationalisierung, des kulturellen Austausches und den wechselseitigen Einfluss auf Bildungssysteme thematisieren. Dabei wird von deutschen und europäischen Erfahrungen ausgegangen. Ein besonderer Wert wird auf empirische Grundlagenforschung und Methodenentwicklung gelegt.

## Inhalte
Neben Aufsätzen zur Vergleichenden Erziehungswissenschaft bietet die Zeitschrift Beiträge zur Internationalen Bildungsforschung und Interkulturellen Erziehung. 

## Wissenschaftlicher Beirat
Der wissenschaftliche Beirat der Zeitschrift setzt sich aus Wissenschaftlern aus ganz Europa (und den USA) zusammen: 
- Wilfried Bos, Technische Universität Dortmund
- Dominique Groux, Université de Versaille
- Jürgen Henze, Humboldt-Universität zu Berlin
- Botho von Kopp, DIPF Frankfurt
- Marianne Krüger-Potratz, Westfälische Wilhelms-Universität Münster
- Gita Steiner-Khamsi, Columbia University
- Miroslaw Szymansky, Universität Warschau
- Dietmar Waterkamp, Technische Universität Dresden